# Debubawi Keyih Bahri
Debubawi Keyih Bahri (Den sydlige Rødehavsregion) er en af Eritreas seks regioner. Den ligger langs den sydlige dele af landets kyst mod Rødehavet. Regionen omfatter blandt andet store dele af Danakilørkenen, og indlandet regnes for blandt de mest ugæstfrie områder på jorden. Alle større byer ligger derfor langs kysten, dette inkluder blandt andet Assab, Beilul, Rahaita og Ti'o. Regionen er delt ind i fire administrative sub-regioner.
| Vejr for Assab, Eritrea                                                                                            | Vejr for Assab, Eritrea | Vejr for Assab, Eritrea | Vejr for Assab, Eritrea | Vejr for Assab, Eritrea | Vejr for Assab, Eritrea | Vejr for Assab, Eritrea | Vejr for Assab, Eritrea | Vejr for Assab, Eritrea | Vejr for Assab, Eritrea | Vejr for Assab, Eritrea | Vejr for Assab, Eritrea | Vejr for Assab, Eritrea | Vejr for Assab, Eritrea |
| | Jan                     | Feb                     | Mar                     | Apr                     | Maj                     | Jun                     | Jul                     | Aug                     | Sep                     | Okt                     | Nov                     | Dec                     | År                      |
| --- | ----------------------- | ----------------------- | ----------------------- | ----------------------- | ----------------------- | ----------------------- | ----------------------- | ----------------------- | ----------------------- | ----------------------- | ----------------------- | ----------------------- | ----------------------- |
| Gennemsnitlig °C                                                                                                   | 26                      | 27                      | 29                      | 31                      | 32                      | 33                      | 35                      | 35                      | 33                      | 31                      | 29                      | 27                      | 31                      |
| Gennemsnitlig nedbør mm                                                                                            | 6,7                     | 3,7                     | 2,7                     | 1,2                     | 0,1                     | 0                       | 13,9                    | 8,9                     | 4,2                     | 0,6                     | 0,4                     | 15,8                    | 58                      |
| Kilde: Nedbør: Eritrea: "Mallets in the mountains" (engelsk) Temperaturer: "Assab Climate & Temperature" (engelsk) |                         |                         |                         |                         |                         |                         |                         |                         |                         |                         |                         |                         |                         |

13°45′N 41°30′Ø / 13.75°N 41.5°Ø